# Pseudotiara tropica
Pseudotiara tropica is een hydroïdpoliep uit de familie Bythotiaridae. De poliep komt uit het geslacht Pseudotiara. Pseudotiara tropica werd in 1912 voor het eerst wetenschappelijk beschreven door Bigelow. 